# Gens Baebia
De gens Baebia was een plebeïsche familie waarvan de leden vanaf de 2de eeuw v.Chr. op het politieke vlak naar voren traden. 
De gens Baebia kende verschillende leden met specifieke cognomina: Dives, Sulca en Tamphilus / Tampilus. Daarnaast zijn er ook meerdere leden bekend zonder cognomen.
Dives
- Lucius Baebius Dives (praetor in 189 v.Chr.)

Sulca
- Quintus Baebius Sulca

Tamphilus
- Quintus Baebius Tamphilus

- Quintus Baebius Tamphilus (consul in 182 v.Chr.)

- Marcus Baebius Tamphilus (consul in 181 v.Chr.)

- Gnaius Baebius Tamphilus (praetor urbanus in 168 v.Chr.)

Baebiae zonder specifiek cognomen
- Lucius Baebius I

- Quintus Baebius I

- Marcus Baebius I

- Lucius Baebius II

- Aulus Baebius I

- Caius Baebius (tribunus plebis in 111 v.Chr.)

- Caius Baebius (legatus in 89 v.Chr.)

- Marcus Baebius II

- Marcus Baebius III

- Aulus Baebius II

- ? Baebius